# Dante de Laytano
Dante de Laytano' (Porto Alegre, 23 de marzo de 1908 - Porto Alegre, 18 de febrero de 2000) fue un juez, profesor, periodista, folclorista, historiador y escritor brasileño.
Estudió en el Colegio Júlio de Castilhos y se graduó de abogado en la facultad de derecho de Porto Alegre. En 1930 fue nombrado juez en la ciudad de Torres y luego de la ciudad de Sobradinho. Fue procurador público en Rio Pardo, Cachoeira do Sul, Santa Cruz y Quaraí. Luego fue consultor jurídico de la Secretaría de Agricultura en Porto Alegre, jefe de gabinete de la Secretaría de Educación y Cultura, director del Museo Júlio de Castilhos y del Archivo Histórico de Río Grande del Sur así como profesor de historia en la Pontificia Universidad Católica de Río Grande del Sur y en la Universidad Federal de Río Grande del Sur. Perteneció a la Academia Riograndense de Letras.
Como todos los intelectuales de su época, se inició en el periodismo y luego se dedicó a la investigación histórica y folclórica. Finalmente escribió crónicas y memorias. 